# Martin Bosma

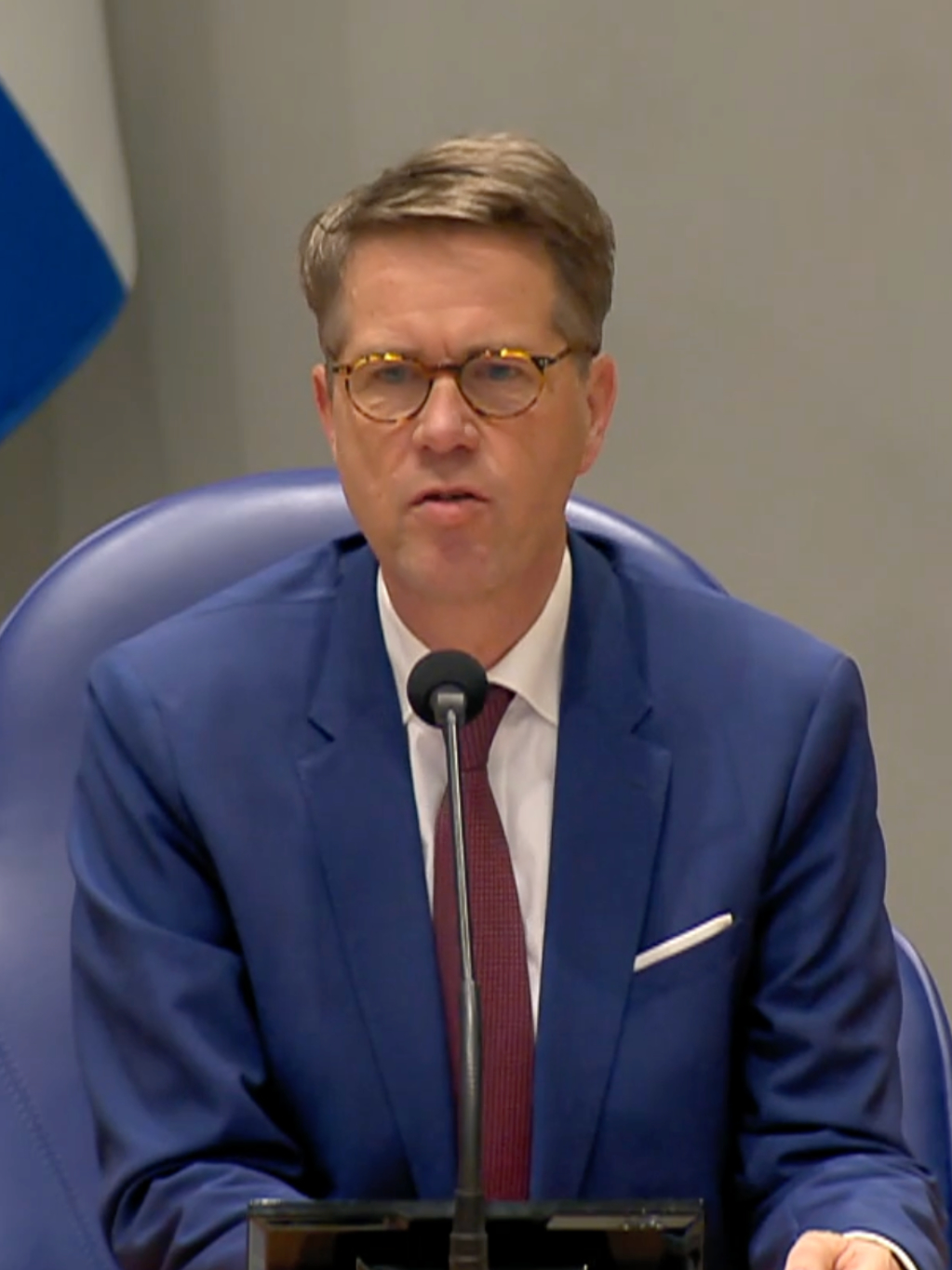
Martin Bosma (2023)

Martin Bosma (* 16. Juli 1964 in Wormer) ist ein niederländischer Politiker, ehemaliger Journalist und seit dem 14. Dezember 2023 Präsident der Zweiten Kammer der Generalstaaten.

## Beruflich
Bosma studierte an der Amsterdamer Universität zunächst Politikwissenschaft, dann Soziologie an der New School for Social Research in New York. Die neokonservativen Staatsskeptiker Leo Strauss, Allan Bloom, William F. Buckley Jr. und Norman Podhoretz nannte er als seinen politischen Einfluss.
Er war von 1981 bis 1999 unter anderem für CNN, ABC News, RTL New York, NOS Journaal, Veronica Nieuwsradio und Wereldomroep journalistisch tätig.

## Politik
Seit 2004 arbeitete Bosma für die Wilders-Gruppe und später für die aus ihr hervorgegangene Partei für die Freiheit (PVV), unter anderem als Wahlkampfleiter. Hier schrieb er viele der Reden von Geert Wilders. Geert Tomlow, ein ehemaliger Kandidat der PVV für die Parlamentswahlen, bezeichnete ihn in der US-amerikanischen Tageszeitung Politico als „das Gehirn von Geert Wilders“.

### Abgeordneter der Zweiten Kammer  der Generalstaaten
Bosma zog am 30. November 2006 für die PVV in die Abgeordnetenkammer ein und fungierte als Sprecher seiner Partei in den Bereichen Hochschulbildung, Massenmedien und Kultur. Von 2010 bis 2023 war er außerdem stellvertretender Präsident der Zweiten Kammer der Generalstaaten.
Bosma hat sich sehr kritisch gegenüber dem öffentlich-rechtlichen Rundfunk geäußert, den er in der Regel als „staatliche Rundfunkanstalt“ bezeichnet. Bosma ist ein erklärter Gegner des niederländischen öffentlich-rechtlichen Rundfunksystems. Er hat sich oft über den seiner Meinung nach linken Charakter des öffentlich-rechtlichen Rundfunks geäußert, der seiner Meinung nach gegen das niederländische Mediengesetz verstößt.
Im März 2009 reichte Bosma einen Antrag ein, der vorsieht, die Anzahl der aktuellen Sendungen der niederländischen öffentlich-rechtlichen Sender VARA und NPS ab 2010 zu begrenzen. Dadurch sollte der "linke Charakter" des öffentlich-rechtlichen Rundfunks verringert werden.
Im September 2009 reichte er parlamentarische Anfragen zur "Islam-Propaganda" in Kindersendungen des öffentlichen Rundfunks ein. Die parlamentarischen Anfragen waren die Reaktion auf ein Vorschulprogramm im öffentlichen Fernsehen über Eid al-Fitr.
Er ist auch ein Gegner von Subventionen für die Kunst.
Bosma war von 2010 bis 2023 Vizepräsident der Abgeordnetenkammer. Im September 2012 wurde er nach dem Rücktritt von Gerdi Verbeet vorübergehend Vorsitzender der Abgeordnetenkammer. Nach den Parlamentswahlen 2012 wurde jedoch Anouchka van Miltenburg schließlich zum Parlamentspräsidenten gewählt. Im Januar 2016 unternahm Bosma einen erfolglosen Versuch, zum Präsidenten der Abgeordnetenkammer gewählt zu werden. Im April 2021 unternahm er einen weiteren Versuch. Am 14. Dezember 2023 gelang ihm dies schließlich mit 75 von 148 abgegebenen Stimmen. 
Bosma behauptete regelmäßig, dass es in den Niederlanden eine "Umvolkung" gibt. Nach dieser umstrittenen Theorie wird die ursprüngliche niederländische Bevölkerung durch eine neue Bevölkerung ersetzt. Der niederländische Nationale Koordinator für Sicherheit und Terrorismusbekämpfung (NCTV) hat diese Theorie als einen der Schwerpunkte der niederländischen rechtsextremen Szene identifiziert, um ihre extremistische Ideologie zu verbreiten.
Bosma hat die Unparteilichkeit der niederländischen Justiz in Frage gestellt und behauptet, dass "die Richter in den Niederlanden unabhängig, aber nicht unparteiisch sind; wir sehen, dass viele Urteile dem Programm von D66 ähneln". Der Oppositionsführer Jesse Klaver von GroenLinks konfrontierte ihn während seiner Kandidatur für das Amt des Präsidenten der Abgeordnetenkammer 2023 mit dieser Behauptung. In seiner Antwort verteidigte Bosma diese Position mit dem Hinweis, dass er dies in seiner Rolle als Mitglied der Abgeordnetenkammer getan habe und dass er als Präsident der Abgeordnetenkammer die niederländische Gewaltenteilung bewahren und neutral handeln werde.

### Präsident der Zweiten Kammer  der Generalstaaten
Am 14. Dezember 2023 wurde er zum Präsidenten der Zweiten Kammer gewählt. Im Mai 2024, kurz nachdem die Vereinbarung zwischen PVV, VVD, NSC und BBB zur Bildung einer neuen niederländischen Regierung vorgestellt worden war, unterbrach Bosma Laurens Dassen von Volt in einer Plenardebatte, weil er in Bezug auf die Partei für die Freiheit das Wort rechtsextrem verwendet hatte. Bosma zufolge sollten Parteien oder Mitglieder des Parlaments nicht als rechtsextrem bezeichnet werden, da dies ein Nazi-Vergleich sei. Eine Reihe von Abgeordneten stellte sich hinter Dassen, da Bosma mit dieser Äußerung seine Unabhängigkeit gefährdet habe. Bosma nahm seine Worte trotz der Bitten der Mitglieder nicht zurück. Später im selben Jahr wurde Bosmas Einladung zur nationalen Sklaverei-Gedenkfeier Ketikoti wegen seiner Äußerungen, die er gemacht hatte, bevor er Sprecher wurde, zurückgezogen.